# Saison 4 de Gotham
Chronologie
Saison 3 Saison 5
Cet article présente les épisodes de la quatrième saison de la série télévisée américaine Gotham.

## Généralités
- Aux États-Unis, cette saison change de créneau de diffusion, passant du lundi soir au jeudi soir, et a été diffusée du 21 septembre 2017 au 17 mai 2018 sur le réseau FOX.
- Au Canada, cette saison a été diffusée en différé sur le réseau CTV, puis au printemps en simultané sur CTV Two.
- Contrairement aux saisons précédentes, cette saison se déroule sur un seul arc comme la première saison.

## Synopsis
Afin de faire baisser la criminalité dans la ville de Gotham, Le Pingouin a conclu un accord avec le nouveau maire autorisant les criminels à faire leurs basses besognes en échange d'une licence accordée par le mafieux. En contrepartie, les autorités doivent fermer les yeux sur ses diverses activités illégales. Bien évidemment, James Gordon s'y oppose et se voit contraint malgré lui de suivre les ordres. Un nouvel antagoniste apparaît dans la métropole : L'épouvantail. Ce dernier équipé d'un costume effrayant et d'un gaz asphyxiant commence à provoquer la panique. Bruce Wayne de plus en plus convaincu qu'il peut protéger les habitants de Gotham sort la nuit et agit anonymement comme le nouveau justicier des rues…

## Distribution

### Acteurs principaux
- Benjamin McKenzie (VF : Bruno Choël) : l'inspecteur / capitaine James Gordon
- Donal Logue (VF : Jean-François Aupied) : le capitaine / inspecteur Harvey Bullock
- David Mazouz (VF : Henri Bungert) : Bruce Wayne
- Morena Baccarin (VF : Laurence Bréheret) : Leslie « Lee » Thompkins (à partir de l’épisode 5)
- Sean Pertwee (VF : Julien Kramer) : Alfred Pennyworth
- Erin Richards (VF : Claire Guyot) : Barbara Kean
- Robin Lord Taylor (VF : Stéphane Marais) : Oswald Cobblepot / Le Pingouin
- Camren Bicondova (VF : Adeline Chetail) : Selina Kyle
- Cory Michael Smith (VF : Cyrille Thouvenin) : Edward Nygma / L'Homme Mystère
- Jessica Lucas (VF : Marie-Eugénie Maréchal) : Tabitha Galavan (en)
- Chris Chalk (VF : Namakan Koné) : Lucius Fox
- Drew Powell (VF : Jean-Luc Atlan) : Butch Gilzean / Cyrus Gold / Solomon Grundy (à partir de l’épisode 5)
- Alexander Siddig (VF : Maurice Decoster) : Ra's al Ghul (épisodes 1, 3 à 5, 13, 15 et 16, 19, 21 et 22)
- Crystal Reed (VF : Olivia Dalric) : Sofia Falcone (épisodes 3 à 11, 13 à 15)

### Acteurs récurrents et invités
- Maggie Geha (VF : Camille Donda) puis Peyton List[1] : Ivy « Pamela » Pepper (épisodes 1 et 2 puis 12 à 14)
- Damian Young : le directeur Reed, gardien de l'asile de Gotham (épisodes 1 et 2)
- Charlie Tahan (VF : Julien Crampon) puis David W. Thompson[2]: Jonathan Crane / L'Épouvantail (épisodes 1 et 2, 16 à 18, 21 et 22)
- Michael Maize (VF : Christophe Desmottes) : Grady Harris[3], membre d'un gang de criminels avec son cousin Merton (épisodes 1 et 2)
- Michael Buscemi (VF : Fabrice Lelyon) : Merton, chef d'un petit gang de criminels et cousin de Grady Harris (épisode 1)
- Larry Pine : le maire Burke, successeur d'Aubrey James (épisodes 1, 8, 22)
- Anthony Carrigan (VF : Cédric Dumond) : Victor Zsasz (épisodes 1 à 4, 6, 10 et 11, 15)
- Andrew Sellon (VF : Tugdual Rio) : Monsieur Penn, comptable d'Oswald Cobblepot (épisodes 1, 5 et 6, 8 et 9, 11, 15)
- John Doman (VF : Philippe Dumont) : Carmine Falcone (épisode 3, 11)
- Ilana Becker : Myrtle Jenkins, ancienne camarade de classe éprise d'Edward Nygma (épisode 3)
- J.W. Cortes (VF : Éric Peter) : Détective Alvarez (épisode 3, 13 et 14, 20 et 21)
- Kelcy Griffin (VF : Ariane Aggiage) : Vanessa Harper, détective du GCPD (épisodes 3 à 7, 9 à 13, 16, 19 à 22)
- Nathan Darrow (VF : Stéphane Miquel) : Victor Fries / Mister Freeze (épisode 4, 15, 17 et 18, 22)
- Dakin Matthews : Niles Winthrop, conservateur du musée d'histoire naturelle de Gotham (épisode 4)
- Benjamin Stockholm : Alex Winthrop[4], petit-fils de Niles Winthrop (épisode 4)
- Owen Harn : Le Chasseur, membre de la Ligue des Ombres (épisode 4)
- Anthony Rodriguez : Anubis, homme-chien sauvage et membre de la Ligue des Ombres (épisode 4)
- Marina Benedict (en) : Cherry[4], propriétaire d'un club de combats clandestins (épisodes 5 et 6, 8)
- Michael Cerveris (VF : Yann Guillemot) : Lazlo Valentin / Professeur Pyg[5] (épisodes 6 et 7, 9 à 11)
- Will Janowitz (VF : Cédric Barbereau) : Wally Clarke (épisode 6)
- Krista Braun (VF : Nathalie Gazdik) : Jennifer Luree, journaliste (épisodes 6 et 7, 12, 14, 20 et 21)
- Kyle Vincent Terry : Wendell alias Le Chasseur de Tête, tueur à gages et conseiller de sécurité temporaire d'Oswald Cobblepot (épisode 7, 15)
- Tommy Nelson (VF : Martin Faliu) : Brant Jones, ami de Tommy Elliot (épisode 7)
- Samia Finnerty : Grace Blomdhal, amie d'enfance de Bruce Wayne (épisode 7)
- Gordon Winarick : Tommy Elliot (épisodes 7, 9)
- Camila Perez puis Michelle Veintimilla (VF : Anouck Hautbois) : Bridgit Pike / Firefly (épisode 8, 17 et 18, 22)
- Christopher Convery : Martin, jeune orphelin muet sous la tutelle d'Oswald Cobblepot (épisodes 8 à 10, 15)
- Stu "Large" Riley (VF : Thierry Desroses) : Sampson, gangster opérant dans les Narrows et associé de Sofia Falcone (épisodes 10, 14 et 15)
- Cameron Monaghan (VF : Rémi Caillebot) : Jerome Valeska (épisodes 11, 13, 16 à 18, 20)
- Thomas Lyons : Griffin Krank, assassin connu sous le nom de Toymaker et père de Cosmo Crank (épisode 12)
- Chris Perfetti : Cosmo Krank, vendeur d'un magasin de jouets et fils de Griffin Crank (épisode 12)
- Benedict Samuel (en) (VF : Anatole de Bodinat) : Dr Jervis Tetch / Le Chapelier fou (épisodes 16 à 18)
- John Treacy Egan : Zachary Trumble, frère de Lila Valeska et oncle de Jerome et Jeremiah Valeska (épisode 16)
- Shiva Kalaiselvan : Lelia, leader des Sœurs de la Ligue des Ombres (épisode 16, 18 et 19, 21 et 22)
- Cameron Monaghan (VF : Rémi Caillebot) : Jeremiah Valeska / Xander Wilde, frêre jumeau de Jerome Valeska (épisodes 17 et 18, 20 à 22)
- Francesca Root-Dodson (VF : Fanny Fourquez) : Ecco, assistante et mandataire de Jeremiah Valeska (épisodes 17, 20)
- Peter McRobbie (VF : Philippe Ariotti) : Holden Pritchard, maire intérimaire de Gotham City (épisodes 18, 21)
- B. D. Wong (VF : Xavier Fagnon) : Hugo Strange (épisode 22)

## Épisodes
La saison est aussi intitulée A Dark Knight (« Un chevalier noir »).

### Épisode 1:Pax Pingouina
- États-Unis /  Canada : 21 septembre 2017 sur FOX / CTV
- Québec : 30 août 2018 sur MusiquePlus[6]
- France : 
  - 6 septembre 2018 sur Warner TV[7]
  - 6 septembre 2019 sur Netflix

- États-Unis : 3,21 millions de téléspectateurs[8] (première diffusion)
- Canada : 664 000 téléspectateurs[9] (première diffusion + différé 7 jours)

- Maggie Geha (Ivy « Pamela » Pepper)
- Damian Young (Directeur Reed)
- Charlie Tahan (Jonathan Crane / L'Épouvantail)
- Michael Maize (Grady)
- Michael Buscemi (Merton)
- Larry Pine (Maire Burke)
- Anthony Carrigan (Victor Zsasz)
- Decater James (Détective Mason)
- Andrew Sellon (Monsieur Penn)

La vague de folie qui a manqué de ravager Gotham a pris fin. Pour réguler le crime dans la ville, le Pingouin a mis en place un système de licences délivrées par son organisation aux criminels autorisés à commettre des délits. Ainsi, il tire personnellement des bénéfices de ces crimes et fait passer la police de Gotham pour un service incompétent. Malgré un système judiciaire totalement corrompu et favorable au système du Pingouin, Gordon est bien décidé à rester intègre.
De son côté, Bruce Wayne continue de mener une double vie, jeune homme riche le jour, justicier masqué en apprentissage la nuit. Au loin dans l’ombre, Ra’s al Ghul veille sur lui.
En parallèle, un groupe de criminels, non licenciés, dirigé par Merton et Grady Harris, tente de faire tomber le Pingouin et son système. Pour cela, il décide d’enlever le jeune Jonathan Crane et l’oblige à fabriquer la formule du gaz générateur de peur créée par son défunt père.
- Bien que crédités au générique, Morena Baccarin et Chris Chalk n'apparaissent pas dans cet épisode.
- Cet épisode marque le retour de Charlie Tahan dans le rôle de Jonathan Crane, alias l'Épouvantail.
- Cet épisode marque la première apparition d'Arthur Penn.

### Épisode 2:Le Semeur de peur
- États-Unis /  Canada : 28 septembre 2017 sur FOX / CTV
- Québec : 6 septembre 2018 sur MusiquePlus
- France : 
  - 6 septembre 2018 sur Warner TV
  - 6 septembre 2019 sur Netflix

- États-Unis : 2,87 millions de téléspectateurs[10] (première diffusion)

- Maggie Geha (Ivy « Pamela » Pepper)
- Damian Young (Directeur Reed)
- Charlie Tahan (Jonathan Crane / L'Épouvantail)
- Anthony Carrigan (Victor Zsasz)
- Michael Maize (Grady)
- Clem Cheung (l'apothicaire chinois)
- Dwight Waugh (le clown horrible de l'apparition)
- Tom Martin (l'avocat de Bruce)
- Goldwyn Banton (le fou puissant d'Arkham)

Gordon, Bullock et une poignée de policiers font une descente dans l'ancienne résidence de Crane et découvrent tout un laboratoire et des produits chimiques. Ils trouvent aussi Grady suspendu comme un épouvantail. L'homme affolé les prévient qu'un grand danger arrive. Pendant ce temps, Le Pingouin fait une conférence de presse au commissariat central où il annonce l'alliance de ses hommes et de la police pour une ville plus sécurisée. Selina et Tabitha sont invités dans le nouveau repaire de Barbara Kean que tout le monde croyait morte, mais il n'en est rien. La jeune femme reste mystérieuse sur les raisons de sa résurrection et propose une alliance aux deux femmes pour faire la reconquête de la ville mais Tabitha refuse dans un premier temps.
L'épouvantail qui a décidé de se venger des personnes qui l'ont torturé à Arkham revient dans l'asile. Sa première victime est le directeur Reed. Il s'en prend ensuite aux autres patients qui deviennent ses marionnettes grâce à son gaz. Gordon demande à ses collègues de lui prêter main-forte afin d'arrêter le criminel, mais ils refusent, même Bullock qui n'a pas envie de se mettre à dos le Pingouin. Ce dernier, qui a retrouvé la trace de Barbara, fait une trêve avec elle. Bruce qui vient de sortir de prison après la nuit dernière reçoit un cadeau inattendu de la part de Lucius Fox : une combinaison expérimentale de l'armée.
- Damian Young qui joue le directeur Reed apparaît dans cet épisode mais n'est pas crédité dans le générique.
- Cet épisode marque le retour de Barbara Kean.

### Épisode 3:Une vie de milliardaire
- États-Unis /  Canada : 5 octobre 2017 sur FOX / CTV
- Québec : 13 septembre 2018 sur MusiquePlus
- France : 
  - 13 septembre 2018 sur Warner TV
  - 6 septembre 2019 sur Netflix

- États-Unis : 2,92 millions de téléspectateurs[11] (première diffusion)

- John Doman (Carmine Falcone)
- Ilana Becker (Myrtle Jenkins)
- Anthony Carrigan (Victor Zsasz)
- J.W. Cortes (Détective Alvarez)
- Kelcy Griffin (Détective Harper)

En l'an 125, dans la péninsule arabique, un guerrier décédé est ramassé sur le champ de bataille et placé dans un bassin de guérison, connu sous le nom de Puits de Lazare. Ressuscité, l'homme est chargé par son nouveau maître de trouver son futur héritier. En cadeau, il reçoit un couteau de cérémonie qu'il devra lui transmettre.
Dans le présent, à Gotham, Bruce découvre que Le Pingouin fait entrer en contrebande des objets de valeurs sur les docks. Décidé à intercepter une cargaison, il manque de faire face à Selina, qui tente de la subtiliser pour le compte de Barbara Keane. Il est interrompu par des vigiles armés. Après une rapide altercation, il parvient à s'enfuir tout comme Selina. 

De son côté, Jim Gordon rend visite à Carmine Falcone dans le sud pour lui demander son aide dans la guerre contre Le Pingouin et sa pègre. L'ancien mafieux refuse sa demande et lui révèle sa mort imminente. Malgré son refus, c'est sa fille unique, Sofia, qui décide de se rendre à Gotham pour reprendre les affaires en main.
Edward Nygma, toujours prisonnier de son bloc de glace, en est finalement libéré par une des employées du Pingouin, Myrtle Jenkins, une de ces anciennes camarades de classe, tombée folle amoureuse de l'Homme Mystère. En phase de guérison, Nygma constate rapidement que ses facultés intellectuelles ont été altérées lors de sa période de congélation. Il est incapable de répondre à des énigmes enfantines que lui pose sa protectrice. Las de ses questions qui le ridiculise, il l'assomme et s'enfuit. Jenkins se rend alors à l'Iceberg Lounge pour se racheter mais, sur ordre du Pingouin, Victor Zsasz en fait un exemple et l'élimine.
- Première apparition de Sofia Falcone, fille de Carmine Falcone.
- Cet épisode marque le retour d'Edward Nygma.

### Épisode 4:La Tête du démon
- États-Unis /  Canada : 12 octobre 2017 sur FOX / CTV
- France : 
  - 13 septembre 2018 sur Warner TV
  - 6 septembre 2019 sur Netflix
- Québec : 20 septembre 2018 sur MusiquePlus

- États-Unis : 2,75 millions de téléspectateurs[12] (première diffusion)

- Nathan Darrows (Victor Fries / Mister Freeze)
- Dakin Matthews (Niles Winthrop)
- Benjamin Stockholm (Alex Winthrop)
- Owen Harn (Le Chasseur)
- Anthony Carrigan (Victor Zsasz)
- Kelcy Griffin (Détective Harper)
- Anthony Rodriguez (Anubis)
- Jacob Wheeler (Lefty)
- Reggie D. White (Mo)
- James Ciccone (en) (Giovanni)
- Stephen Badalamenti (Rinaldi)

Au musée d'histoires naturelles de Gotham, Bruce accompagné d'Alfred confie la dague au professeur Niles Winthrop et son petit-fils Alex pour une expertise approfondie. Quelques heures plus tard, Ra's al Ghul apparait au musée et tue l'homme devant les yeux de son petit fils, après que celui-ci ait refusé de lui donner le couteau. Terrorisé, l'adolescent parvient à s'enfuir avec la précieuse relique. 
Au commissariat central de Gotham, James Gordon fait la connaissance de son nouveau partenaire, le détective Harper. Informé du meurtre, ils se rendent au musée et y retrouve Bruce, bouleversé.  Gordon demande aussitôt des explications au jeune homme qui n'a cessé de lui mentir sur l'histoire de cette fameuse dague.
Sofia Falcone, de retour à Gotham, se rend chez le Pingouin. Après une brève discussion, elle quitte les lieux pensant l'avoir rassuré sur ses intentions. C'était sans compter sur la paranoïa de celui-ci qui, quelques heures plus tard, la retrouve chez elle, entourée des anciens lieutenants de son père, terrés dans l'ombre depuis la prise de pouvoir d'Oswald. Il les fait tous exécuter par Victor Zsasz sous le toit de la jeune femme.
De leurs côtés, Bruce et Gordon ont fini par retrouver Alex qui était caché dans l'un des bureaux de la bibliothèque municipale. C'est alors que deux créatures envoyées par Ra's font irruption pour les tuer. Après un jeu de pistes tonitruant et de féroces combats, Gordon prend le dessus tandis que Bruce et Alex sont blessés. Ra's al Ghul apparait alors, menaçant Alex d'égorgement. Il demande à Bruce de lui remettre le précieux poignard en échange de la vie du jeune garçon. Connaissant les véritables intentions de Ra's, le jeune héritier refuse, Alex est égorgé sous ses yeux.
Au club du Pingouin, Edward Nygma fait irruption pour tuer son ancien associé. Après lui avoir soumis deux piteuses énigmes qui n'ont mené à rien, il se rend compte qu'il n'est plus à la hauteur de sa réputation. Cobblepot, qui avait tout prévu, fait intervenir Victor Freeze pour le recongeler à nouveau. Mais à la dernière minute, il change d'avis. Nygma ayant perdu son précieux intellect, il n'est finalement plus si dangereux que ça. Le fait de devoir vivre avec ça sera une torture bien plus cruelle que d'être à nouveau prisonnier de la glace.

### Épisode 5:Chemin à double tranchant
- États-Unis /  Canada : 19 octobre 2017 sur FOX / CTV
- France : 
  - 20 septembre 2018 sur Warner TV
  - 6 septembre 2019 sur Netflix
- Québec : 27 septembre 2018 sur MusiquePlus

- États-Unis : 2,75 millions de téléspectateurs[13] (première diffusion)

- Marina Benedict (Cherry)
- Albert M. Chan (le Pharmacien)
- Kelcy Griffin (Détective Harper)
- Andrew Sellon (Monsieur Penn)
- Sedly Bloomfield (le Prêtre)

Bruce se sent coupable pour la mort d'Alex. En étudiant la dague, il comprend qu'elle est le seul objet pouvant tuer Ra's mais Alfred lui rappelle sa promesse : pas de meurtre. Lorsque Jim apprend que Ra's va être renvoyé dans son pays grâce à l'immunité diplomatique, il en informe Alfred mais Bruce entend tout et décide de s'introduire à Blackgate en pleine nuit pour tuer Ra's. Celui-ci, après avoir fait ses adieux à Barbara, a placé ses hommes à la place des gardiens du pénitencier. Quand Bruce entre dans sa cellule mais renonce à le tuer, les hommes de Ra's le capturent et l'emmènent au sous-sol. Pendant ce temps, Alfred a constaté la disparition de Bruce et demande de l'aide à Gordon. Ils vont à Blackgate mais tombent sur les faux gardiens qu'ils démasquent rapidement. Ra's raconte à Bruce son histoire (son immortalité le torture) et lui explique que lui seul peut le tuer et uniquement avec la dague afin de devenir son héritier. Si Bruce refuse dans un premier temps, Ra's le menace de revenir quand il aura fondé un foyer pour massacrer toute sa famille. Fou de rage, Bruce plante la dague dans le cœur de Ra's qui meurt et se métamorphose en un squelette vieux de plusieurs siècles, sa véritable nature. Brisé, Bruce est réconforté par Gordon puis Alfred, qui l'incite à ne pas abandonner sa destinée de justicier.
Sofia continue son opération de séduction auprès du Pingouin : elle le convainc d'accepter un déjeuner public pour rallier la totalité de la pègre de Gotham. Elle s'arrange pour qu'on serve au Pingouin le goulash de sa mère, celui-ci troublé quitte le restaurant. Sofia vient le voir et soigne sa cheville pendant qu'ils partagent ensemble des souvenirs d'enfance.
- Cet épisode marque le retour de Drew Powell dans le rôle de Butch Gilzean / Cyrus Gold alias Solomon Grundy. Ce personnage a été créé par Alfred Bester et Paul Reinman en octobre 1944.
- Retour de Morena Baccarin dans le rôle de Dr Leslie Thompkins.
- Cet épisode marque la seconde mort de Ra's al Ghul.

### Épisode 6:Un après-midi de cochon
- États-Unis /  Canada : 26 octobre 2017 sur FOX / CTV
- France : 
  - 20 septembre 2018 sur Warner TV
  - 6 septembre 2019 sur Netflix
- Québec : 4 octobre 2018 sur MusiquePlus

- États-Unis : 2,87 millions de téléspectateurs[14] (première diffusion)

- Marina Benedict (Cherry)
- Michael Cerveris (Lazlo Valentin / Professeur Pyg)
- Will Janowitz (Wally Clarke)
- Anthony Carrigan (Victor Zsasz)
- Krista Braun (Jennifer Luree)
- Kelcy Griffin (Détective Harper)
- Andrew Sellon (Monsieur Penn)
- Phil E. Eichinger (Détective Culpepper)
- Warren Bub (Agent Dave Metzger)
- Izzy Ruiz (Agent Blake)
- Yinka Adeboyeku (Agent Hanover)
- Jonathan Lee (Agent Nakajima)

Un nouveau criminel apparait dans les rues de Gotham : un tueur exécute des agents corrompus par le Pingouin, le visage recouvert d'une tête de cochon. Les corps s'accumulent et le tueur est insaisissable. 
Déduisant que le tueur a l'intention de lutter contre la corruption, Gordon et Bullock trouvent la dernière cible, mais sont trop en retard pour empêcher sa mort, menant à la capture du duo. Gordon se libère avant que le tueur ne coupe la gorge de Bullock pour faciliter sa fuite. Gordon dit à Bullock qu'il sait que ce dernier a également été sur la liste de paie de Cobblepot, lui demandant de cesser. Le tueur, qui se fait appeler le "Professeur Pyg" révèle avoir des plans à plus grande échelle.
Pendant ce temps, Cobblepot soupçonne les intentions de Sofia et la confronte, mais se trompe à nouveau quand il apprend qu'elle a construit un orphelinat.
- Première apparition de Lazlo Valentin alias Professeur Pyg. Ce personnage a été créé par créé par Grant Morrison et Frank Quitely en juillet 2007.
- Le titre original est un clin d’œil au cultisme Dog Day Afternoon.

### Épisode 7:Misère, misère!
- États-Unis /  Canada : 2 novembre 2017 sur FOX / CTV
- France : 
  - 27 septembre 2018 sur Warner TV
  - 6 septembre 2019 sur Netflix
- Québec : 11 octobre 2018 sur MusiquePlus

- États-Unis : 2,75 millions de téléspectateurs[15] (première diffusion)

- Michael Cerveris (Lazlo Valentin / Professeur Pyg)
- Kelcy Griffin (Détective Harper)
- Kyle Vincent Terry (Le Chasseur de Tête)
- Tommy Nelson (Brant Jones)
- Samia Finnerty (Grace Blomdhal)
- Gordon Winarick (Tommy Elliot)
- Krista Braun (Jennifer Luree)
- Angelo Berkowitz (Détective Ruseckas)
- Sulekha Ebelle (Agent Patel)
- Jennifer C. Johnson (Patsy)
- Mick O'Rourke (mari de Patsy)
- Midori Francis (Emma Hsueh)

Le Professeur Pyg ayant décidé de s'attaquer de front à tous les policiers corrompus par le Pingouin. Le chef mafieux et son exécuteur temporaire, le chasseur de tête, prennent les devants et forcent le GCPD à collaborer avec ses meilleurs hommes de main, désapprouvé par Gordon et Sofia Falcone, qui prévient Cobblepot de la mauvaise publicité en cas d'échec de l'alliance.
Ils trouvent un policier assassiné, et le second, Fisoli, grièvement blessé. Alors que Fisoli est emmené dans une ambulance, le GCPD et les hommes de Cobblepot emprisonnent Pyg dans un palais de justice abandonné avec le troisième policier, Patel. Cependant, c'est un piège et Bullock tire sur Patel. Gordon, seul, réussit à les sauver, faisant de la publicité pour le GCPD et discrédite Cobblepot. Le Pingouin tue son exécuteur dans la fureur, tandis que Fisoli, révélé être Pyg déguisé, s'échappe pour promulguer d'autres plans. Le GCPD arrête de reconnaître la licence.
Pendant ce temps, lors d'une collecte de fonds, Bruce est rencontré par Grace Blomdahl, une ancienne camarade de classe. Il est également présenté de nouveau à un Tommy Elliot devenu sympathique et à Brant qui agit avec arrogance contre Bruce. En guise de vengeance, Bruce exclut Brant alors qu'il fait la fête dans une boîte de nuit qu'il achète, et développe une romance avec Blomdahl.
Le jeune homme ne s'est pas complétement remis du meurtre de Ra's al Ghul, et malgré le soutien d'Alfred, il commence à plonger dans une spirale auto-destructrice et violente. 
- Changement d'acteur pour le personnage de Tommy Elliot : Gordon Winarick remplace Cole Vallis, incarnant le personnage dans la saison 1.

### Épisode 8:Le pouvoir change de main
- États-Unis /  Canada : 9 novembre 2017 sur FOX / CTV
- France : 
  - 27 septembre 2018 sur Warner TV
  - 6 septembre 2019 sur Netflix
- Québec : 18 octobre 2018 sur MusiquePlus

- États-Unis : 2,7 millions de téléspectateurs[16] (première diffusion)

- Camila Perez (Bridgit Pike / Firefly)
- Maria Benedict (Cherry)
- Larry Pine (Maire Burke)
- Christopher Convery (Martin)
- Andrew Sellon (Monsieur Penn)
- Twinkle Burke (le Barman)
- Sulekha Ebelle (Agent Patel)

Cobblepot apprend que Nygma est dans les Narrows où il le tourne en dérision entre deux combats d'arène. Il s'associe avec Barbara, Tabitha et Selina, et les charge de le lui ramener. Cobblepot envoie aussi Bridgit Pike pour les tuer au cas où elles échoueraient. Arrivées sur les lieux, Barbara est distraite par Lee, et Tabitha reconnaît Gilzean. Dans un combat organisé par Nygma, Tabitha combat Gilzean, dont les souvenirs commencent à resurgir. Bien que Barbara, Tabitha et Selina aient mis la main sur Edward Nygma, Firefly arrive au club pour conclure son contrat à la date limite fixée. Avant qu'elle ne puisse agir, Leslie Thompkins est apparue derrière elle et tire sur son arsenal l'envoyant directement dans le mur. Leslie devient également le nouveau chef du club de combat après que Cherry est abattue par Barbara.
Gordon reçoit du maire une proposition au rang de capitaine, le grade de Harvey, et il hésite à l'accepter d'autant qu'il réalise que c'est Sofia Falcone qui est derrière cette idée. Bien qu'initialement hésitant, il accepte la proposition lorsque l'amertume de Bullock le conduit à passer à côté d'une cérémonie de policiers.

### Épisode 9:Une leçon de cuisine
- États-Unis /  Canada : 16 novembre 2017 sur FOX / CTV
- France : 
  - 4 octobre 2018 sur Warner TV
  - 6 septembre 2019 sur Netflix
- Québec : 25 octobre 2018 sur MusiquePlus

- États-Unis : 2,62 millions de téléspectateurs[17] (première diffusion)

- Michael Cerveris (Lazlo Valentin / Professeur Pyg)
- Christopher Convery (Martin)
- Gordon Winarick (Tommy Elliot)
- Kelcy Griffin (Détective Vanessa Harper)
- Andrew Sellon (Monsieur Penn)

La nomination de Gordon au poste de capitaine du GCPD ne fait pas l'unanimité : Bullock accepte difficilement la nouvelle et Cobblepot soupçonne que Sofia Falcone est derrière le choix du maire, qui a disparu depuis. 
Gordon prend à peine son nouveau bureau que le Professeur Pyg réapparait, tuant six SDF et mettant en scène les corps dans des tartes. Sa base d'opérations est exposée par le GCPD, incitant Pyg à kidnapper Harper, l'utilisant comme levier contre le capitaine Gordon.
Quand un dîner à l'orphelinat réunit plusieurs personnes de la haute société, y compris Cobblepot, Pyg lance son plan, torturant les riches au cannibalisme en les obligeant à manger les tartes faites à partir des organes des SDF tués. Gordon est vaincu en essayant de trouver Pyg et avec l'aide de Harper, il bat Pyg au combat et l'arrête. 
L'amitié de Cobblepot avec Sofia est gâchée quand Martin, en tant qu'initié du Pingouin, lui raconte ses interactions avec Gordon, confirmant ses soupçons. 
- Le titre original, Let Them Eat Pie, fait référence indirectement à « Qu'ils mangent de la brioche ».

### Épisode 10:Boom badaboom
- États-Unis : 30 novembre 2017 sur FOX
- Canada : 3 décembre 2017 sur CTV
- France : 
  - 4 octobre 2018 sur Warner TV
  - 6 septembre 2019 sur Netflix
- Québec : 1er novembre 2018 sur MusiquePlus

- États-Unis : 2,59 millions de téléspectateurs[18] (première diffusion)

- Michael Cerveris (Lazlo Valentin)
- Christopher Convery (Martin)
- Stu "Large" Riley (Sampson)
- Anthony Carrigan (Victor Zsasz)
- Kelcy Griffin (Vanessa Harper)
- D. Baron Buddy Bolton (Le Dentiste)

Cobblepot en a assez du double jeu de Sofia Falcone et veut se débarrasser de l’héritière, mais celle-ci a constamment un coup d'avance et ne recule devant rien pour faire tomber le Pingouin et prendre sa place. Gordon ne veut plus se mêler de la guerre entre mafieux, trop occupé par découvrir la véritable identité du Professeur Pyg. Il rend visite à Pyg à l'asile d'Arkham, après que Fox ait constaté que le criminel a subi de nombreuses chirurgies faciales. Fox apprend qu'il était un tueur en série nommé Lazlo Valentin. Le criminel réussit rapidement à s'échapper d'Arkham.
Dans les Narrows, Leslie peine à s'imposer parmi les chefs de gang et Nygma la pousse à utiliser la force brute de Grundy. Elle est principalement en conflit avec un gangster rival, Sampson, qui défie son autorité. Après que Sampson a saccagé la clinique de Thompkins, elle empoisonne sa boisson et offre un antidote à la condition qu'il démissionne du pouvoir dans les Narrows. Thompkins apprend également que les effets secondaires de Nygma sont gelés - Nygma commence à avoir des hallucinations de sa double personnalité : l'Homme Mystère. 

### Épisode 11:La Reine prend le cavalier
- États-Unis /  Canada : 7 décembre 2017 sur FOX / CTV
- France : 
  - 11 octobre 2018 sur Warner TV
  - 6 septembre 2019 sur Netflix
- Québec : 8 novembre 2018 sur MusiquePlus

- États-Unis : 2,53 millions de téléspectateurs[19] (première diffusion)

- Cameron Monaghan (Jerome Valeska)
- John Doman (Carmine Falcone)
- Michael Cerveris (Lazlo Valentin)
- Anthony Carrigan (Victor Zsasz)
- Kelcy Griffin (Vanessa Harper)
- Andrew Sellon (Monsieur Penn)

Alors que Nygma est hantée par sa double personnalité : l'Homme Mystère, Grundy est enlevé par Tabitha et est frappé à plusieurs reprises sur la tête pour essayer de lui raviver ses souvenirs. Elle abandonne, mais Grundy se réveille rapidement, prononçant un discours avec une mentalité supérieure et se souvenant de sa vie passée en tant que Butch Gilzean.
L'arrogance de Bruce incite Alfred à le combattre au corps-à-corps après avoir menacé de le renvoyer. Prétentieux, le jeune homme décide de se passer des services d'Alfred au Manoir Wayne, et l'oblige à démissionner de son poste de tuteur légal.
La guerre est sur le point d'éclater entre Cobblepot et Sofia Falcone, et Gordon ne peut rien faire pour l’empêcher mais veut prévenir des morts supplémentaires alors que Pyg s'est évadé. L'arrivée surprise de Carmine Falcone dans son ancienne ville va changer la donne.
Pyg devient impliqué dans une conspiration avec Sofia pour assassiner son père Carmine et blâmer Cobblepot pour le coup. Après les funérailles de son père, Sofia manipule Gordon dans l'arrestation de Cobblepot pour le meurtre présumé de Martin. Puis, Zsasz, qui se révèle être un traître travaillant pour Sofia, vend son ancien patron à la police de Gotham. Sofia révèle son vrai motif de ne pas reprendre Gotham, mais de permettre à Gordon de vivre avec de la culpabilité pour avoir tué son frère Mario, tuant aussi Pyg dans le processus. Bullock démissionne des services de police, remettant son arme et son badge. 
- Dernière diffusion automnale de la série. La seconde partie de saison sera diffusée au printemps 2018.
- L'épisode réalise la plus faible audience de cette première partie de saison.
- Cet épisode marque la mort de Carmine Falcone interprété par John Doman.

### Épisode 12:Plante vénéneuse
- États-Unis /  Canada : 1er mars 2018 sur FOX[20] / CTV Two[21]
- France : 
  - 11 octobre 2018 sur Warner TV
  - 6 septembre 2019 sur Netflix
- Québec : 15 novembre 2018 sur MusiquePlus

- États-Unis : 2,57 millions de téléspectateurs[22] (première diffusion)

- Peyton List (Ivy « Pamela » Pepper)
- Chris Perfetti (Cosmo Krank)
- Caissie Levy (Tiffany Gale)
- Krista Braun (Jennifer Luree)
- Kelcy Griffin (Vanessa Harper)
- Joe Avellar (Présentateur de la chaine TV News)
- Thomas Lyons (Griffin Krank)
- Matthew C. Flynn (Gil Rooney)

Nygma finit par succomber à sa double personnalité, l'Homme Mystère, et avec l'intention de renverser Lee en tant que chef des Narrows, il embauche Griffin Krank pour l'assassiner pendant qu'elle donne un discours pour réunifier tous les gangs des Narrows. Cependant, la tentative d'assassinat échoue, incitant un bombardement à la place.
Au moment de l'attentat à la bombe, plusieurs punks rencontrent une version plus âgée de Ivy, mutée, qui a été affectée par un point culminant de drogues et de toxines, lui conférant des pouvoirs toxiques. Alfred et le capitaine Gordon aident à sauver ceux qui étaient sur les lieux de l'attentat; Alfred est salué comme un héros dans un restaurant local, tandis que Gordon va poursuivre Krank.
Quand Ivy entre dans l'ancienne boîte de nuit de Cobblepot, nouvellement reconstruite et renommée : The Sirens, elle révèle ses pouvoirs à Selina Kyle, et les deux font une alliance. 
- Première apparition de Toymaker (en). Ce personnage a été créé spécifiquement pour la série The Batman en 2004.
- Dans la série Gotham, le Toymaker meurt dans le même épisode où il est introduit.

### Épisode 13:Tueuse de charme
- États-Unis /  Canada : 8 mars 2018 sur FOX / CTV Two
- France : 
  - 18 octobre 2018 sur Warner TV
  - 6 septembre 2019 sur Netflix
- Québec : 22 novembre 2018 sur MusiquePlus

- États-Unis : 2,41 millions de téléspectateurs[23] (première diffusion)

- Cameron Monaghan (Jerome Valeska)
- Peyton List (Ivy « Pamela » Pepper)
- J.W. Cortes (Détective Alvarez)
- Kelcy Griffin (Détective Vanessa Harper)
- Michael Barra (Agent Franks)
- Joseph D'Onofrio (Chaz Carmichael)
- Minda Larsen (Cindy Charles)
- Alexander Blaise (Roland Charles)

Ivy commence à enquêter sur le "Projet M", menée par Wayne Enterprises et impliquant l'expérimentation et la mort de plusieurs plantes, rendant la jeune femme ivre de colère. Avec Selina, elle réussit à capturer un employé de Wayne Enterprises, qu'elle assassine en utilisant ses nouveaux pouvoirs. Horrifiée, Selina l'abandonne. Gordon la traque mais ce faisant, elle trouve Sofia Falcone sur son chemin qui lui rappelle de laisser ses hommes de main agir sans être inquiétés par la police.
Ivy rend ensuite visite à Bruce et l'empoisonne, lui donnant des hallucinations lui faisant voir ses plus proches amis et alliés ainsi qu'une mystérieuse silhouette masquée. Simultanément, Ivy hypnotise Lucius Fox, l'obligeant à l'emmener au laboratoire où est mené le Projet M et elle recueille un échantillon de l'eau de Lazare, qui est utilisée dans les expériences, avant de s'échapper. Gordon les dépiste et sauve Lucius avant de recueillir l'antidote et de sauver Bruce, qui croit avoir vu son avenir. Ivy utilise également l'eau de Lazare pour créer une nouvelle fleur qui peut immédiatement tuer quelqu'un au contact des pétales. 

### Épisode 14:Parfum envoûtant
- États-Unis /  Canada : 15 mars 2018 sur FOX / CTV Two
- France : 
  - 18 octobre 2018 sur Warner TV
  - 6 septembre 2019 sur Netflix
- Québec : 29 novembre 2018 sur MusiquePlus

- États-Unis : 2,55 millions de téléspectateurs[24] (première diffusion)

- Peyton List (Ivy « Pamela » Pepper)
- J.W. Cortes (Détective Alvarez)
- Stu "Large" Riley (Sampson)
- Stephen James Anthony (Donnie)
- Pete Simpson (l'Administrateur)
- Wesley Volcy (l'Infirmière)

Nygma commence à envisager le suicide afin de tuer sa double personnalité mais opte plutôt pour retourner à l'asile d'Arkham. Cependant, alors qu'il est sur le point de se faire interner volontairement, Oswald réapparaît et il lui révèle qu'il a spécifiquement écrit la lettre afin que sa double personnalité la lise et ramène Nygma à Arkham.
Pendant ce temps, Ivy commence à prendre sa revanche sur ceux qui l'ont blessée, en commençant par Bullock pour la mort de son père il y a des années. Gordon emmène Bullock au GCPD et apprend qu'Ivy a l'intention d'attaquer le dîner annuel de la Fondation Wayne. 
Bruce tente de convaincre Alfred de revenir, mais son ancien majordome refuse ; il assiste plus tard au dîner alors que Bruce tente de l'atteindre mais échoue. C'est alors qu'Ivy surgit lors du dîner annuel et tue plusieurs personnes à l'arrivée du GCPD. Bruce revêt sa tenue de justicier et réussit à sauver les quelques personnes restantes. À la suite de cela, Selina détruit l'eau de Lazare pour empêcher Ivy de faire plus de plantes. Grâce à l'acte héroïque du jeune Bruce, Alfred décide de revenir au Manoir Wayne. 

### Épisode 15:Complètement givré
- États-Unis /  Canada : 22 mars 2018 sur FOX / CTV Two
- France : 
  - 25 octobre 2018 sur Warner TV
  - 6 septembre 2019 sur Netflix
- Québec : 6 décembre 2018 sur MusiquePlus

- États-Unis : 2,47 millions de téléspectateurs[25] (première diffusion)

- Nathan Darrow (Victor Fries / Mr. Freeze)
- Christopher Convery (Martin)
- Stu "Large" Riley (Sampson)
- Kyle Vincent Terry (Le Chasseur de Tête)
- Anthony Carrigan (Victor Zsasz)
- Andrew Sellon (Monsieur Penn)
- D. Baron Buddy Bolton (Le Dentiste)
- Waltrudis Buck (Agnes)
- Lee Zarrett (Floyd "The Fence")
- Jinn S. Kim (Propriétaire de la boutique)

En travaillant de nouveau avec Oswald Cobblepot, Edward Nygma sauve le jeune Martin et il le met en sécurité pendant qu'Oswald s'échappe de l'asile d'Arkham. Ensemble, ils tentent de convaincre Lee de les aider mais Nygma est capturé par Grundy qui le conduit auprès de Barbara, Thabitha et Selina qui l'emmènent à Sofia. Dans son manoir elle fait torturer Nygma par le dentiste,  mais il ne dit pas un mot. Cependant, Oswald entre avec succès dans le manoir de Sofia et suit Nygma jusqu'à la jetée et réussit à le sauver. Simultanément, Sofia tente de tuer Cobblepot mais Gordon et Bullock travaillent ensemble pour le protéger avant de survivre à une attaque de sa part, ce qui conduit Lee à tirer sur Sofia dans la tête, la mettant dans le coma. 
Gordon prévoit de se confesser auprès des membres de la police de Gotham mais Bullock préfère l'obliger à vivre avec cette culpabilité à la place. 
- Cet épisode marque la "deuxième mort" du Pingouin, gelé temporairement par Fries sur ordre de Sofia Falcone.
- Cet épisode marque l'apparition finale de Sofia Falcone interprétée par Crystal Reed. Son sort final reste inconnu : elle est présumée morte ou restée dans le coma comme elle ne réapparaît pas dans la saison 5.

### Épisode 16:Sauvez-vous les uns les autres
- États-Unis /  Canada : 29 mars 2018 sur FOX / CTV Two
- France : 
  - 25 octobre 2018 sur Warner TV
  - 6 septembre 2019 sur Netflix
- Québec : 13 décembre 2018 sur MusiquePlus

- États-Unis : 2,39 millions de téléspectateurs[26] (première diffusion)

- Cameron Monaghan (Jerome Valeska)
- Benedict Samuel  (Dr Jervis Tetch / Le Chapelier fou)
- Kelcy Griffin (Vanessa Harper)
- David W. Thompson (Jonathan Crane / L'Épouvantail)
- Shiva Kalaiselvan (Lelia)
- John Treacy Egan (Zachary Trumble)
- Hank Strong (L'Idiot)
- Kym Gomes (Beatrice Oliver)
- Jessica Perez (Patrice Tortuga)

- Changement d'acteur pour le personnage de Jonathan Crane alias L'Épouvantail : David W. Thompson remplace Charlie Tahan, incarnant le personnage dans la saison 1 et au début de la saison 4.
- Dans cet épisode, tous les membres masculins de la Ligue des Assassins sont tués par leurs camarades femmes dirigées par Lelia, interprétée par Shiva Kalaiselvan, qui jurent fidélité à Barbara et Tabitha.

### Épisode 17:Un brunch de folie
- États-Unis /  Canada : 5 avril 2018 sur FOX / CTV Two
- France : 
  - 1er novembre 2018 sur Warner TV
  - 6 septembre 2019 sur Netflix
- Québec : 10 janvier 2019 sur MusiquePlus[27]

- États-Unis : 2,53 millions de téléspectateurs[28] (première diffusion)

- Cameron Monaghan (Jerome Valeska) et (Jeremiah Valeska / Xander Wilde)
- Nathan Darrow (Victor Fries / Mister Freeze)
- Benedict Samuel  (Dr Jervis Tetch / Le Chapelier fou)
- Michelle Veintimilla (Bridgit Pike / Firefly)
- David W. Thompson (Jonathan Crane / L'Épouvantail)
- Steven Hauck (le Directeur)
- Kelcy Griffin (Vanessa Harper)
- Francesca Root-Dodson (Ecco)
- James Lurie (Allan Hayes)
- Jonathan Rentler (Carl)
- Jason Yudoff (Lars)

- Retour de l'actrice Michelle Veintimilla pour le personnage de Bridgit Pike alias Firefly, Camila Perez l'ayant remplacée lors de la saison 3 et au début de la saison 4.

### Épisode 18:Que la fête commence
- États-Unis /  Canada : 12 avril 2018 sur FOX / CTV Two
- France : 
  - 1er novembre 2018 sur Warner TV
  - 6 septembre 2019 sur Netflix
- Québec : 17 janvier 2019 sur MusiquePlus

- États-Unis : 2,37 millions de téléspectateurs[29] (première diffusion)

- Cameron Monaghan (Jerome Valeska) et (Jeremiah Valeska / Xander Wilde)
- Benedict Samuel  (Dr Jervis Tetch / Le Chapelier fou)
- Nathan Darrow (Victor Fries / Mister Freeze)
- Michelle Veintimilla (Bridgit Pike / Firefly)
- David W. Thompson (Jonathan Crane / L'Épouvantail)
- Shiva Kalaiselvan (Lelia)
- Peter McRobbie (le Maire Holden Pritchard)
- Harry Sutton Jr. (le commissaire Reynolds)
- Alison Fraser (Gertrude Haverstock)
- Brenny Rabine (Gloria Bainbridge)
- Brian Lee Huynh (Zhang)
- Adam Sinclair (Johnny Spectre)

- Dernière interprétation de Cameron Monaghan dans le rôle de Jerome Valeska, il apparaitra pleinement dans le rôle de Jeremiah Valeska futur Joker (comics).

### Épisode 19:Jusqu'à ce que la mort nous rassemble
- États-Unis /  Canada : 19 avril 2018 sur FOX / CTV Two
- France : 
  - 8 novembre 2018 sur Warner TV
  - 6 septembre 2019 sur Netflix
- Québec : 24 janvier 2019 sur MusiquePlus

- États-Unis : 2,18 millions de téléspectateurs[30] (première diffusion)

- Shiva Kalaiselvan (Lelia)
- Caroline Strong (Susan)
- Kelcy Griffin (Vanessa Harper)
- Malcolm C. Murray (l'Homme de l'Ombre)
- Jamal James (Palden)
- Niceto Darcey Festin (Sullim)

- Cet épisode marque le retour d'Alexander Siddig dans le rôle de Ra's al Ghul.

### Épisode 20:Cadavre exquis
- États-Unis /  Canada : 3 mai 2018 sur FOX / CTV Two
- France : 
  - 8 novembre 2018 sur Warner TV
  - 6 septembre 2019 sur Netflix
- Québec : 31 janvier 2019 sur MusiquePlus

- États-Unis : 1,94 million de téléspectateurs[31] (première diffusion)

- Cameron Monaghan (Jerome Valeska) et (Jeremiah Valeska / Xander Wilde)
- Kelcy Griffin (Vanessa Harper)
- Christian Alexander Rozakis (Jongleur)
- J.W. Cortes (Alvarez)
- Krista Braun (Jennifer Luree)
- Francesca Root-Dodson (Ecco)

- Avec cet épisode, la série passe pour la première fois sous la barre symbolique des 2 millions de téléspectateurs.

### Épisode 21:Mauvaise journée
- États-Unis /  Canada : 10 mai 2018 sur FOX / CTV Two
- France : 
  - 15 novembre 2018 sur Warner TV
  - 6 septembre 2019 sur Netflix
- Québec : 7 février 2019 sur MusiquePlus

- États-Unis : 2,21 millions de téléspectateurs[32] (première diffusion)

- Cameron Monaghan (Jeremiah Valeska / Xander Wilde)
- David W. Thompson (Jonathan Crane / L'Épouvantail)
- Shiva Kalaiselvan (Lelia)
- Peter McRobbie (Maire Holden Pritchard)
- J.W. Cortes (Alvarez)
- Krista Braun (Jennifer Luree)
- Kelcy Griffin (Vanessa Harper)
- Christian Alexander Rozakis (Jongleur)

### Épisode 22:De cendres et de flammes
- États-Unis /  Canada : 17 mai 2018 sur FOX / CTV Two
- France : 
  - 15 novembre 2018 sur Warner TV
  - 6 septembre 2019 sur Netflix
- Québec : 14 février 2019 sur MusiquePlus

- États-Unis : 2,20 millions de téléspectateurs[33] (première diffusion)

- Cameron Monaghan (Jeremiah Valeska / Xander Wilde)
- Malik Yoba (Major Rodney Harlan)
- David W. Thompson (Jonathan Crane / L'Épouvantail)
- Nathan Darrow (Victor Fries / Mister Freeze)
- Michelle Veintimilla (Bridgit Pike / Firefly)
- Shiva Kalaiselvan (Lelia)
- Larry Pine (Maire Burke)
- B. D. Wong (Docteur Hugo Strange)
- Kelcy Griffin (Vanessa Harper)
- Jamal James (Palden)
- Jeff Mantel (le commissaire)
- Whitney Andrews (Aide)
- Ruya Koman (Mother)
- Nico Bustamante (L'Orphelin)

Jim Gordon recrute d'anciens ennemis, (Le Pingouin, Barbara et Tabitha), et amis pour lutter contre Jeremiah et Ra's al Ghul. Durant la bataille, Barbara et Bruce tuent Ra's al Ghul pour de bon mais pas avant que les bombes de Jeremiah n'explosent, détruisant tous les ponts et transformant Gotham en No Man's Land. Lee et Edward Nygma se poignardent mutuellement et meurent.
Hugo Strange est utilisé pour guérir Butch de sa forme de Solomon Grundy, mais peu après Oswald tue Butch comme vengeance sur Tabitha pour la punir d'avoir tuée sa mère trois ans plus tôt. Il la blesse en lui tirant dessus mais l'épargne savourant sa vengeance.
- Première apparition du Bat-Signal (en).
- Cet épisode marque la troisième mort et définitive de Ra's al Ghul interprété par Alexander Siddig, ainsi que la seconde mort définitive de Butch Gilzean interprété par Drew Powell.
- Cet épisode marque également la "seconde mort" d'Edward Nygma et la première de Lee Thompkins.
- Les Sirens deviennent un gang officiel à partir de cet épisode.